# Blaasoog
De blaasoog behoort samen met de staartloze meteoor tot de meest extreme gekweekte variëteiten van de goudvis (Carassius auratus auratus). Deze kweekvorm vormt voor velen een uiterste binnen het selectief kweken van goudvissoorten en gaat ook voor velen, doordat deze zoveel afwijkt van het oorspronkelijke genetische materiaal, te ver. Het lichaam en de vinnen lijken op die van de Leeuwenkop, maar onder elk oog zit een met vocht gevulde zak of blaas die beweegt als de vis zwemt. Hoe groter deze zakken zijn, hoe hoger de ogen komen te zitten.

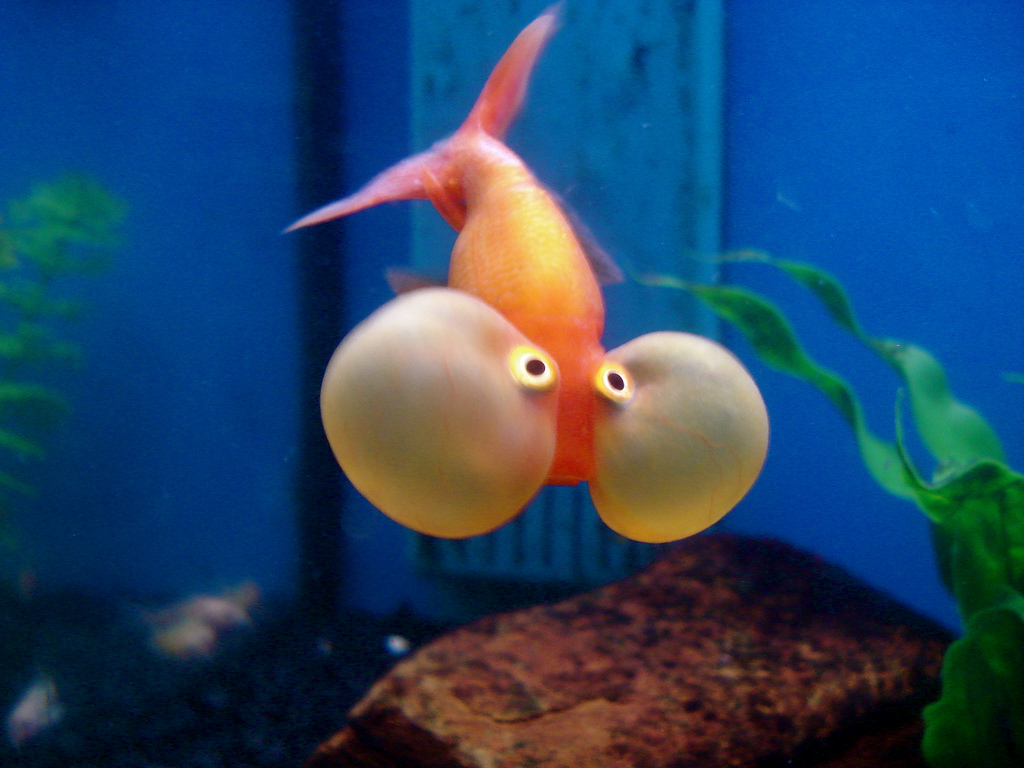
Een blaasoog.

Goede exemplaren moeten symmetrische zakken hebben, maar meestal zijn ze ongelijk, waardoor zwemmen nog moeilijker wordt. De zakken raken zeer snel beschadigd; houders van deze goudvissen moet daarom zorgen dat er geen scherpe steentjes of decorstukken in het aquarium aanwezig zijn en moeten blaasogen niet mengen met snellere goudvisvarianten. De variëteit wordt in verschillende kleuren gekweekt, waaronder oranje, calico en zwart. Door hun bijzondere lichaamsbouw zijn ze nogal kwetsbaar. Voorwerpen met scherpe randen kunnen funest zijn voor deze vis.